# Saugraben (Gemeinde Hainfeld)
Saugraben ist eine Katastralgemeinde der Gemeinde Hainfeld im Bezirk Lilienfeld in Niederösterreich.

## Geschichte
Laut Adressbuch von Österreich waren im Jahr 1938 in Saugraben ein Schmied und zahlreiche Landwirte ansässig.

## Siedlungsentwicklung
Zum Jahreswechsel 1979/1980 befanden sich in der Katastralgemeinde Saugraben insgesamt 92 Bauflächen mit 46.206 m² und 79 Gärten auf 217.243 m², 1989/1990 gab es 88 Bauflächen. 1999/2000 war die Zahl der Bauflächen auf 362 angewachsen und 2009/2010 bestanden 228 Gebäude auf 373 Bauflächen.

## Bodennutzung
Die Katastralgemeinde ist landwirtschaftlich geprägt. 630 Hektar wurden zum Jahreswechsel 1979/1980 landwirtschaftlich genutzt und 723 Hektar waren forstwirtschaftlich geführte Waldflächen. 1999/2000 wurde auf 565 Hektar Landwirtschaft betrieben und 775 Hektar waren als forstwirtschaftlich genutzte Flächen ausgewiesen. Ende 2018 waren 574 Hektar als landwirtschaftliche Flächen genutzt und Forstwirtschaft wurde auf 756 Hektar betrieben. Die durchschnittliche Bodenklimazahl von Saugraben beträgt 26,6 (Stand 2010).